# Moha Moukhliss
Mohamed Aiman Moukhliss (Madrid, España, 6 de febrero de 2000) más conocido como Moha Moukhliss es un futbolista español con nacionalidad marroquí. Juega como centrocampista y su equipo es el Real Murcia Club de Fútbol de la Primera Federación.

## Trayectoria
Es un jugador formado en la cantera del San Blas, antes de ingresar en La Fábrica del Real Madrid CF en 2010, con solo 10 años para jugar en el alevín del conjunto blanco. En la estructura del Real Madrid CF iría quemando etapas hasta terminar su etapa de juvenil en 2019.
En julio de 2019, forma parte de la plantilla del Real Madrid Castilla CF de la Segunda División B de España. Dos meses después, el 2 de septiembre de 2019, se marcha cedido al Real Club Celta de Vigo "B" de la Segunda División B de España por una temporada.
El 20 de agosto de 2020, tras quedar liberado del Real Madrid CF, firma por el Real Valladolid Club de Fútbol Promesas de la Segunda División B de España por dos temporadas, en los que disputaría 58 encuentros e hizo un gol.
El 26 de agosto de 2022, firma por el F. C. Andorra de la Segunda División de España, por tres temporadas.
El 31 de enero de 2023, firma por el Fútbol Club Barcelona Atlètic de la Primera Federación, cedido por el Fútbol Club Andorra.
El 21 de julio de 2023, vuelve a ser cedido al Fútbol Club Barcelona Atlètic de la Primera Federación por el Fútbol Club Andorra.

### Selección nacional
Moha ha sido internacional en distintas categorías de la selección española como la sub-17, la sub-18 y la sub-19. En 2017, forma parte de la selección sub-17 que vence en el Campeonato Europeo Sub-17 de la UEFA, disputado en Croacia.
En 2019, se proclama campeón del Campeonato Europeo de la UEFA Sub-19, disputado en Armenia. 

## Estadísticas

### Clubes
Actualizado al último partido disputado el 23 de junio de 2024.
| Club                                    | Div.          | Temporada     | Liga  | Liga  | Liga   | Copas nacionales | Copas nacionales | Copas nacionales | Copas internacionales | Copas internacionales | Copas internacionales | Total | Total | Total  |
| Club                                    | Div.          | Temporada     | Part. | Goles | Asist. | Part.            | Goles            | Asist.           | Part.                 | Goles                 | Asist.                | Part. | Goles | Asist. |
| --------------------------------------- | ------------- | ------------- | ----- | ----- | ------ | ---------------- | ---------------- | ---------------- | --------------------- | --------------------- | --------------------- | ----- | ----- | ------ |
| R. C. Celta de Vigo "B" · España        | 2.ª B         | 2019-20       | 23    | 1     | 0      | ―                | ―                | ―                | ―                     | ―                     | ―                     | 23    | 1     | 0      |
| R. C. Celta de Vigo "B" · España        | Total club    | Total club    | 23    | 1     | 0      | 0                | 0                | 0                | 0                     | 0                     | 0                     | 23    | 1     | 0      |
| Real Valladolid C. F. Promesas · España | 2.ª B         | 2020-21       | 22    | 0     | 1      | ―                | ―                | ―                | ―                     | ―                     | ―                     | 22    | 0     | 1      |
| Real Valladolid C. F. Promesas · España | 1.ª F         | 2021-22       | 36    | 1     | 3      | ―                | ―                | ―                | ―                     | ―                     | ―                     | 36    | 1     | 3      |
| Real Valladolid C. F. Promesas · España | Total club    | Total club    | 58    | 1     | 4      | 0                | 0                | 0                | 0                     | 0                     | 0                     | 58    | 1     | 4      |
| F. C. Andorra · España                  | 2.ª           | 2022-23       | 9     | 0     | 1      | 2                | 0                | 0                | ―                     | ―                     | ―                     | 11    | 0     | 1      |
| F. C. Andorra · España                  | Total club    | Total club    | 9     | 0     | 1      | 2                | 0                | 0                | 0                     | 0                     | 0                     | 11    | 0     | 1      |
| F. C. Barcelona Atlètic · España        | 1.ª F         | 2022-23       | 19    | 1     | 5      | ―                | ―                | ―                | ―                     | ―                     | ―                     | 19    | 1     | 5      |
| F. C. Barcelona Atlètic · España        | 1.ª F         | 2023-24       | 40    | 2     | 4      | ―                | ―                | ―                | ―                     | ―                     | ―                     | 40    | 2     | 4      |
| F. C. Barcelona Atlètic · España        | Total club    | Total club    | 59    | 3     | 9      | 0                | 0                | 0                | 0                     | 0                     | 0                     | 59    | 3     | 9      |
| Total carrera                           | Total carrera | Total carrera | 149   | 5     | 14     | 2                | 0                | 0                | 0                     | 0                     | 0                     | 151   | 5     | 14     |